# Pontificale di San Vigilio
Il pontificale di San Vigilio è una solenne concelebrazione eucaristica che si svolge nella cattedrale di Trento il 26 giugno di ogni anno alle ore 10, giorno del patrono dell'arcidiocesi, il vescovo e martire Vigilio. La Messa si svolge con il rito del Pontificale Romano ed è preceduta da una solenne processione che si snoda lungo le vie del centro storico di Trento.
Per diversi anni il 26 giugno coincideva con il giorno delle ordinazioni presbiterali. Tuttavia, a partire dal 2001 – in occasione delle celebrazioni del XVI centenario della morte di Vigilio (avvenuta intorno all'anno 400 d.C.) – la consacrazione dei nuovi presbiteri è stata anticipata al sabato antecedente la solennità del patrono.
Dal 2001 al 2015 il pontificale è stato presieduto da un prelato avente legami più o meno profondi con la terra trentina. Dal 2016 la concelebrazione è tornata ad essere presieduta dall'arcivescovo di Trento, mons. Lauro Tisi.

## Celebranti dei pontificali
Di seguito l'elenco dei cardinali, arcivescovi e vescovi che, dal 2001 al 2015, hanno presieduto il pontificale:
- 26 giugno 2001: cardinale Marco Cé, patriarca di Venezia e legato pontificio per le celebrazioni del XVI centenario della morte di san Vigilio;
- 26 giugno 2002: cardinale Carlo Maria Martini, arcivescovo metropolita di Milano;
- 26 giugno 2003: cardinale Miloslav Vlk, arcivescovo metropolita di Praga;
- 26 giugno 2004: cardinale Dionigi Tettamanzi, arcivescovo metropolita di Milano;
- 26 giugno 2005: cardinale Renato Raffaele Martino, presidente del Pontificio consiglio della giustizia e della pace;
- 26 giugno 2006: cardinale Christoph Schönborn, arcivescovo metropolita di Vienna;
- 26 giugno 2007: cardinale Juan Luis Cipriani Thorne, arcivescovo metropolita di Lima;
- 26 giugno 2008: cardinale Leonardo Sandri, prefetto della Congregazione per le Chiese orientali;
- 26 giugno 2009: cardinale Angelo Scola, patriarca di Venezia;
- 26 giugno 2010: cardinale Carlo Caffarra, arcivescovo metropolita di Bologna;
- 26 giugno 2011: Luigi Bressan, arcivescovo metropolita di Trento;
- 26 giugno 2012: Ivo Muser, vescovo di Bolzano-Bressanone;
- 26 giugno 2013: cardinale Angelo Sodano, decano del Sacro Collegio;
- 26 giugno 2014: Manfred Scheuer, vescovo di Innsbruck;
- 26 giugno 2015: cardinale Charles Bo, arcivescovo metropolita di Yangon.